# Quân hàm Quân đội Hoàng gia Anh
Quân hàm sĩ quan Quân đội Hoàng gia Anh có các cấp bậc sau:
| Phân hạng NATO     | Nghĩa Việt tương đương | Lục quân           | Hải quân             | Không quân                     |
| ------------------ | ---------------------- | ------------------ | -------------------- | ------------------------------ |
| Quân hàm danh dự   |                        |                    |                      |                                |
| OF-10              | Thống chế              | Field Marshal      | Admiral of the Fleet | Marshal of the Royal Air Force |
| Quân hàm cấp tướng |                        |                    |                      |                                |
| OF-9               | Đại tướng              | General            | Admiral              | Air Chief Marshal              |
| OF-8               | Trung tướng            | Lieutenant-General | Vice-Admiral         | Air Marshal                    |
| OF-7               | Thiếu tướng            | Major-General      | Rear-Admiral         | Air Vice Marshal               |
| Quân hàm sĩ quan   |                        |                    |                      |                                |
| OF-6               | Chuẩn tướng            | Brigadier          | Commodore            | Air Commodore                  |
| OF-5               | Đại tá                 | Colonel            | Captain              | Group Captain                  |
| OF-4               | Trung tá               | Lieutenant-Colonel | Commander            | Wing Commander                 |
| OF-3               | Thiếu tá               | Major              | Lieutenant-Commander | Squadron Leader                |
| OF-2               | Đại úy                 | Captain            | Lieutenant           | Flight Lieutenant              |
| OF-1               | Trung úy               | Lieutenant         | Sub-Lieutenant       | Flying Officer                 |
| OF-1               | Thiếu úy               | Second Lieutenant  | Sub-Lieutenant       | Pilot Officer                  |